# 富山県道351号姫野能町線
富山県道351号姫野能町線（とやまけんどう351ごう ひめののうまちせん）は富山県高岡市を起点に、同県射水市を経由し高岡市に至る一般県道である。

## 概要

### 路線データ
- 起点：富山県高岡市石丸
- 終点：富山県高岡市能町（国道415号・富山県道57号高岡環状線・富山県道350号堀岡新明神能町線交点）
- 延長：1,778 m

## 歴史
- 1973年（昭和48年）3月31日 - 認定[1]
- 2014年（平成26年）3月30日 - 牧野大橋を含む区間（高岡市能町 - 中曽根間約2 km）開通[2]。

## 路線状況

### 主要構造物
- 牧野大橋（庄川）
- 能町高架橋

## 地理

### 通過する自治体
- 富山県
  - 高岡市 - 射水市 - 高岡市

### 交差する道路
- 高岡市道（起点：石丸（南）交差点）
- 国道415号・富山県道235号片口牧野線（姫野交差点）
- 富山県道11号新湊庄川線（中曽根（西）交差点 - 坂東交差点で重複）
- 富山県道231号松木鷲塚線（射水市松木字川田）（「富山県道11号新湊庄川線」との重複区間内）
- 国道8号（富山高岡バイパス）（坂東交差点 - 下田交差点で重複）
- 富山県道243号能町枇杷首線（射水市川口宮袋入会地）（「国道8号」との重複区間内）
- 富山県道57号高岡環状線（下田交差点 - 能町交差点（終点）で重複）
- 国道415号・富山県道350号堀岡新明神能町線（終点：能町交差点）

バイパス（射水市作道 - 高岡市能町（終点））（牧野大橋を含む）
- 国道415号・国道472号（新港の森（西）交差点、予定）
- 富山県道11号新湊庄川線（高岡市中曽根、「中曽根神社」南方）
- 国道415号・富山県道57号高岡環状線・富山県道350号堀岡新明神能町線（能町交差点、終点）

### 周辺
- 万葉線高岡軌道線 能町口停留場
- 高岡市立牧野中学校
- 高岡市立牧野小学校
- 高岡市立能町小学校
- 射水市立塚原小学校
- 塚原郵便局
- 中曽根簡易郵便局
- 富山住友電工（住友電気工業グループ）
- タカギセイコー 新湊工場
- 日本重化学工業 高岡事業所
- 中越パルプ工業 高岡本社・高岡工場
- 新鮮市場キハナ 姫野店
- クスリのアオキ 姫野店
- クスリのしみず 姫野店
- アルビス リーフランド店
- マルサムバラエティセンター 姫野店
- ホームセンタームサシ 高岡中曽根店
- グリーンモール中曽根（ショッピングセンター）
  - バロー 中曽根店
  - クスリのアオキ 中曽根店
- コメリハードアンドグリーン 新湊店
- Vドラッグ中曽根店
- 新鮮市場ホリタ 新湊店
- 県民公園 新港の森